# 新田芳美
新田 芳美（にった よしみ、1969年12月4日 - ）は、徳島県出身の競艇選手。登録番号3470。身長155cm。血液型B型。66期。徳島支部所属。徳島県立小松島西高等学校卒業。
夫は同じく競艇選手の近藤稔也（登録番号3477）。同期に石川真二、乙津康志、松瀬弘美らがいる。

## 来歴
- 1990年5月、デビュー。
- 1996年11月21日、鳴門競艇場での女子リーグで初優勝。
- 2009年3月8日、尼崎競艇場での「G1第22回JAL女子王座決定戦競走」でG1初優勝（G1初優出）。
- 2009年3月17日、多摩川競艇場での「SG第44回総理大臣杯競走」でSG初出場。3月22日、SG初勝利。
- 2009年10月21日、下関競艇場での「日本財団会長杯スマイルカップ」で優勝（通算10回目）。